# Корольченко, Анатолий Филиппович
Анатолий Филиппович Корольченко (род. 12 апреля 1922 года, Ростов-на-Дону — 07.06.2010, г. Ростов-на-Дону) — писатель, журналист, член Союза журналистов СССР (1963).

## Жизнь и творчество
Анатолий Филиппович родился в Ростове-на-Дону. Первая юношеская публикация была в газете «Ленинские внучата» в 1936 году. По окончании десятилетки в 1940 году был призван в ряды Красной Армии. Солдатскую службу проходил в Монголии.
В ноябре 1941 года закончил досрочно обучение в пехотном училище в звании лейтенанта. Получил назначение в Сталинград, в воздушно-десантные войска. Командовал боевой ротой, батальоном, не раз водил солдат в атаку на Карельском, 3-м и 2-м Украинских фронтах. Принимал участие в Свирско-Петрозаводской, Балатонской, Венской, Пражской операциях. Анатолий Филиппович Корольченко награжден четырьмя боевыми орденами, многими медалями.
После Великой Отечественной войны окончил Военный педагогический институт. Анатолий Филиппович cлужил в войсках на различных должностях. Последняя должность — военный советник в Генеральном штабе армии одной их стран Африки.
По увольнении из армии занялся литературной работой. Во время сотрудничества в военных газетах «Красная звезда», «Красное знамя», «Комсомольская правда», в мае 1963 года был принят в Союз журналистов СССР.
В 1969 году была напечатана первая документальная повесть в двух номерах журнала «Звезда». Там же появилась подборка рассказов, а затем путевые очерки.
В 1986 году вышла в свет повесть «Атаман Платов» о легендарном герое Отечественной войны 1812 года донском атамане.

## Произведения
- Миусские рубежи (1971)

- В стране большой Джериги (1976)

- Сокрушение Миус-фронта (1978)

- Десантники атакуют с неба (М., 1980)

- И умер в Таганроге (1995)

- Жуков. Фрагменты жизни полководца (1995)

- Жуков приказал! (1996)

- Маршал Рокоссовский (1997)

- Генерал Скобелев (1997)

- Выбитый генералитет (2000)

- Нaд стaрой кaртой (2001)

- Генерал Платов (2002)

- Битва за Кавказ (2005)

- Освобождение Вены (2005)

- Маршалы победы (2006)

- Неистовый Жуков (2007)

- Раевский (2007)